# Active Shooter
Active Shooter là tựa game bắn súng góc nhìn người thứ nhất do nhà làm game người Nga tên là Anton Makarevskiy phát triển và nhà phát hành Ata Berdyev, hoạt động dưới cái tên Revived Games và Acid Publishing Group. Game được lên kế hoạch phát hành lần đầu tiên vào ngày 6 tháng 6 năm 2018 thông qua nền tảng phân phối Steam. Sau khi hãng Valve xóa tên nhà phát hành ra khỏi nền tảng này, nhà phát triển liền cho phát hành độc lập tựa game này dưới dạng early access.

## Lối chơi
Trò chơi mô tả một vụ xả súng trường học và cho phép người chơi hóa thân thành một người bắn súng chủ động (được gọi là "kẻ tấn công" trên màn hình tiêu đề), một thành viên SWAT phản ứng với sự kiện hoặc một dân thường có thể chọn chạy trốn khỏi vụ xả súng hoặc chiến đấu với kẻ bắn súng. Trong vai kẻ tấn công, người chơi có thể chọn tấn công bằng súng, lựu đạn hoặc dao, và số lượng dân thường, lính canh và cảnh sát thiệt mạng đều được hiển thị trên màn hình game.

## Tranh cãi
Active Shooter đã thu hút sự tranh cãi từ dư luận sau khi trang cửa hiệu Steam của tựa game này được đăng tải vào tháng 5 năm 2018, với việc phụ huynh của các nạn nhân vụ xả súng tại trường học Stoneman Douglas đã vận động chống lại trò chơi trực tuyến này. Một bản kiến nghị trực tuyến đã thu hút được 100.000 chữ ký vào thời điểm game bị hủy bỏ.
Ngày 29 tháng 5, dư luận xôn xao về việc Revived Games và Acid Publishing Group chỉ là tên giao dịch của Anton Makarevskiy và Ata Berdyev, trước đó đã bị Valve xóa khỏi Steam vì vi phạm bản quyền sau khi phát hành một trò chơi mang tên Piccled Ricc nhại lại loạt phim Rick và Morty. Công ty sau đó đã thông báo rằng Revived Games và Acid Publishing Group sẽ bị xóa khỏi nền tảng Steam. Một người phát ngôn nói với Matthew Gault của trang web Motherboard cho rằng Berdyev là "một kẻ troll, có tiền sử lạm dụng khách hàng, phát hành tài liệu có bản quyền và thao túng đánh giá của người dùng". Trong một bài đăng trên blog sau đó, Acid Software lập luận rằng Steam đã cho phép lưu hành những tựa game khác chỉ tập trung vào phần bạo lực và giết chóc chẳng hạn như Hatred, Postal và Carmageddon.
Sau phản ứng của giới truyền thông về tựa game này, Valve cho biết việc xem xét rộng rãi hơn các chính sách về nội dung của mình sẽ "sớm" diễn ra. Valve đã ban hành chính sách cập nhật này vào ngày 6 tháng 6 năm 2018, với tuyên bố rằng họ sẽ cho phép bất kỳ nội dung nào trên Steam miễn là nó không bất hợp pháp hoặc nếu nội dung đó hàm ý "troll". Doug Lombardi của Valve đã chỉ ra Active Shooter như một ví dụ về game troll như vậy, theo đó thì trò chơi "được thiết kế chẳng nhằm mục đích nào hơn ngoài việc tạo ra sự phẫn nộ và gây xung đột thông qua sự tồn tại của nó", và ngay cả khi một nhà phát triển khác, không có lịch sử lạm dụng Steam như họ tìm thấy qua Berdyev, đã phát hành cùng một sản phẩm, họ vẫn sẽ xóa bỏ nó vì tính chất troll trong game.
Sau này vào tháng 6 năm 2018, PayPal đã đóng tài khoản của Acid Software, với lý do rằng Active Shooter vi phạm Chính sách Sử dụng có Điều kiện của họ. Indiegogo cũng đồng thời loại bỏ tựa game này ra khỏi dịch vụ của họ. Trang web của nhà phát triển game đã bị Bluehost đóng cửa sau một bản kiến nghị của tổ chức phi lợi nhuận Sandy Hook Promise. Kể từ đó trò chơi này biến thành một dạng abandonware.